# Guillermo Kahlo
Guillermo Kahlo Kaufmann (nacido: Carl Wilhelm Kahl; Pforzheim, Imperio alemán, 26 de octubre de 1871- Ciudad de México, 14 de abril de 1941) fue un fotógrafo mexicano de origen alemán, y padre de la artista Frida Kahlo, quien pintó su retrato. Documentó fotográficamente importantes obras arquitectónicas, iglesias, calles, lugares de interés, como también industrias y actividades de empresas de México de principios de siglo, por lo que su obra tiene una importancia no solo artística sino principalmente histórica y documental.

## Biografía
Guillermo Kahlo fue el hijo del joyero Jakob Heinrich Kahl (Jacob Enrique Kahl) y Enriqueta Kaufmann. Algunas fuentes (entre ellas la propia Frida) sugieren que era descendiente de judíos húngaros. Sin embargo, según un estudio de Gaby Franger y Rainer Huhle, que logró investigar y verificar la ascendencia familiar hasta el año 1597, Guillermo no tenía raíces judeo-húngaras, sino que provenía de familias luteranas burguesas establecidas en las regiones de Fráncfort del Meno y de Pforzheim (actualmente en el estado de Baden-Wurtemberg).
Asistió a la Universidad de Erlangen-Núremberg. Su padre le pagó el viaje a México en 1891, al no llevarse bien con su madrastra. En México cambió su nombre de Wilhelm a Guillermo.
En 1901 estableció un estudio fotográfico, trabajando para El Mundo Ilustrado y Semanario Ilustrado. Fue encargado por el gobierno para hacer fotografías de arquitectura, probablemente su mejor trabajo. También tomó fotografías de las iglesias con otros fotógrafos para una encuesta en seis volúmenes en los años 1920.
Se casó con María Cardeña (o "Cerdeña", según otros) en 1895, con quien tuvo tres hijas: María Luisa (1894-1993), Asunción Emma (1896, murió con pocos días) y Margarita (1897-1988). María Cardeña murió en el parto de su tercera hija, Margarita, el 24 de octubre de 1897. Esa misma noche, Guillermo pidió a Antonio Calderón la mano de su hija Matilde. El matrimonio se celebró en la iglesia muy pronto, el 21 de febrero de 1898, aunque la oficialización civil del vínculo se llevó a efecto recién el 20 de septiembre de 1904. El matrimonio civil, recientemente introducido en México en 1859, no tenía mucha importancia para las familias católicas muy observantes de la religión, como la de Matilde Calderón.
Tras el matrimonio de Guillermo con su nueva esposa, María Luisa fue enviada a un internado, el Colegio de Santa Inés en Cuernavaca (Morelos). Margarita, aún recién nacida, permaneció algún tiempo más en la familia, pero luego también la internaron. En 1922, Margarita tomó los hábitos de las «Hijas de la Inmaculada de Guadalupe».
De su matrimonio con Matilde Calderón nacieron otros cinco hijos: Matilde (1899-1951), Adriana (1902-1968), Guillermo (?-1906), Frida (1907-1954) y Cristina (1908-1964). Frida alcanzó la mayor notoriedad, siendo internacionalmente conocida como una de las mayores representantes de la pintura mexicana. Cristina fue la única que tuvo descendencia, dos hijos (Isolda y Antonio) y tres nietos. De estos últimos descendientes actualmente vivos, Cristina y Guillermo Kahlo son fotógrafos, como su padre y su bisabuelo.

## Obra

### Inicios como fotógrafo
La primera imagen atribuida a Guillermo Kahlo está fechada y firmada el 3 de febrero de 1899. En asociación con su suegro, instalan el primer despacho en la avenida 16 de Septiembre, en la Ciudad de México. Pese a la ubicación de este primer estudio, el quehacer fotográfico de Kahlo nunca estuvo, al parecer, bien remunerado.
Otra versión, según relatos de Frida, su padre fue fotógrafo por la influencia de su suegro. Éste le prestó una cámara y los dos viajaban por México para sacar fotos de la arquitectura indígena y colonial. Esta influencia no está documentada, pero es seguro que el suegro tuvo un estudio fotográfico en Oaxaca.
Guillermo Kahlo instala un estudio fotográfico cuando deja su empleo en el gobierno. 
El padre de Frida Kahlo llega a ser fotógrafo oficial de la arquitectura de Porfirio Díaz, entre sus trabajos figuran el Ángel de la Independencia (Victoria Alada), el Palacio de Bellas Artes y el Palacio de Correos.
Este trabajo le proporcionó a Kahlo un título de "primer fotógrafo oficial del patrimonio cultural mexicano" y más útil, un ingreso lo suficientemente generoso para construir una nueva casa para su familia ("La casa azul" que sigue existiendo y sirve como el Museo de Frida Kahlo, la que se encuentra en un barrio de la Ciudad de México llamado Coyoacán).

### Documentación de la obra de arquitectura «Casa Boker»
Su primer trabajo fotográfico de envergadura fue la documentación de los avances de la construcción de una importante tienda de ferretería y artículos de acero, la Casa Boker en la esquina de las calles Coliseo Viejo y Espíritu Santo (actualmente estas calles se llaman «16 de septiembre»  e «Isabel la Católica» respectivamente). Guillermo Kahlo hizo una serie de fotografías desde el comienzo de las obras de construcción en 1898 hasta su inauguración el 3 de julio de 1900. Con este trabajo, que documentaba una nueva y revolucionaria manera de construir sobre la base de una estructura de acero y que permitía terminar una gran obra en un breve plazo, Guillermo Kahlo se abrió camino como fotógrafo de obras de arquitectura. Se trata de 80 fotografías, casi todas en formato 19 x 24 (salvo la primera que es más pequeña y es la única que no está firmada) que se conservan en un álbum de propiedad de la familia Boker (o Böker, como se escribía originalmente el nombre de esta familia alemana). Hay ciertos elementos del estilo de Guillermo Kahlo que ya están presentes en estas primeros trabajos, pero se trata principalmente de fotografías muy sobrias, principalmente descriptivas y documentales. Cada una de ellas está precisamente fechada y denota que el énfasis principal está puesto en cumplir fielmente lo que le encargaron: documentar paso a paso los avances de la construcción. Aun así, estas fotos muestran un enorme talento artístico en la composición de la imagen.

### Los trabajos del álbum México 1904
Se trata aquí de 50 fotografías en formato 27 x 35 de diversos edificios y calles de Ciudad de México. Destaca una panorámica de la catedral, que muestra además la plaza, el devenir de la avenida aledaña que a los ojos de hoy parece pausado (aunque se trata del centro de una ciudad animada y pujante para la época), así como los principales medios de transporte de aquel entonces. En la segunda parte de este álbum hay una serie de fotos del Palacio y del parque de Chapultepec, de notable composición e interjuego de claroscuros.
El álbum de 50 fotografías de gran formato, portada en piel café y título en letras doradas fue reimpreso en 2002 por la Universidad Iberoamericana en un esfuerzo de divulgación y difusión del área de acervos históricos de la Biblioteca Francisco Xavier Clavigero.En el 2003 el álbum fue galardonado con el Premio Antonio García Cubas, otorgado anualmente por el Instituto Nacional de Antropología e Historia al mejor trabajo en la categoría de libro de arte o edición facsimilar, presentado por universidades y casas editoriales de México.

### Serie «Fundidora»
Este trabajo consiste en una serie de 149 fotos de Guillermo Kahlo, realizadas desde 1909, por encargo de la «Compañía Fundidora de Fierro y Acero de Monterrey S.A.». Estas fotos, hoy día valiosas, fueron realizadas con fines de publicidad y representación de esta compañía y en parte se encuentran aún en los propios archivos de la empresa. Algunas de estas fotos (34 de ellas) pasaron en los años 1920 a la custodia del Instituto Iberoamericano de Berlín, puesto que el director de la biblioteca de este instituto, en un viaje que hiciera a México, las habría rescatado de su inminente destrucción, dado que supuestamente alguien habría decidido tirarlas a la basura.

### Retratos y fotografías familiares
Una importante proporción de las fotografías más conocidas que se conservan de su hija Frida son de la autoría de su padre. Entre ellas se destaca la de 1911, donde Frida aparece sentada y con un ramo de rosas en las manos y es uno de los primeros retratos o una fotografía firmada  de 1926 donde aparecen asomados al balcón Cristina Kahlo, Consuelo Navarro, Frida Kahlo, Alfonso Rué y Carlos Veraza (el hijastro de Adriana Kahlo). Además hay varias fotos de Frida de ese mismo año, siendo la más famosa donde aparece sentada, con las manos sobre la falda, sosteniendo unos libros y cubriendo con una pierna el defecto de la otra. Luego hay varios retratos de Frida en 1932, año en que falleció su madre.
Por otra parte, al parecer Guillermo Kahlo compartía con su hija la pasión por los autorretratos. De ellos se conservan varios, de distintas fechas (1907, 1914, 1920, 1925). En el de 1925, aparte de la firma, se puede leer una dedicatoria: «De cuando en cuando recuérdense del cariño que siempre les ha tenido su padre». 